# 波洛克 (愛達荷州)
波洛克（英語：Pollock）是位於美國愛達荷州愛達荷縣的一個非建制地區。該地的面積和人口皆未知。

## 地理
波洛克的座標為45°18′45″N 116°21′32″W / 45.31250°N 116.35889°W，而該地的平均海拔高度為711米（即2333英尺）。